# Ottocaro I di Boemia
Ottocaro I di Boemia (1155 – Praga, 15 dicembre 1230) fu sovrano di Boemia dal 1198 al 1230.

## Biografia
Figlio minore del re boemo Vladislao II di Boemia e di Giuditta di Turingia della dinastia Ludovingia, era parte della dinastia Přemyslide.
I suoi primi anni di regno furono segnati da un grave periodo di anarchia che imperversava nel paese. Dopo una dura lotta per contrastare questa turbolenza Ottocaro venne riconosciuto come sovrano legittimo di Boemia dall'imperatore Enrico VI di Svevia nel 1192.

Nonostante queste legittimazione imperiale egli venne presto detronizzato da una cospirazione di principi tedeschi creatasi per rovesciare la casata degli Hohenstaufen.

Nel 1197 Ottocaro costrinse suo fratello, il duca Vladislao III Enrico di Boemia, ad abbandonare la Boemia. Nel frattempo, sfruttando il vantaggio dell'indebolimento interno dell'Impero a causa della lotta tra le due fazioni capitanate dal pretendente Filippo di Svevia e da Ottone IV, Ottocaro si autoproclamò sovrano di Boemia. Questo atto venne appoggiato dal pretendente Filippo nella speranza di poter contare sull'appoggio delle truppe ceche per la sua lotta all'investitura.
Nel 1199 Ottocaro divorziò da sua moglie Adelaide di Meißen, appartenente alla dinastia dei Wettin, per unirsi nuovamente in matrimonio con Costanza d'Ungheria, figlia più giovane del sovrano ungherese Béla III d'Ungheria. Nello stesso anno, sostenitore di Filippo, firmò la dichiarazione dei principi di Spira.
Nel 1200 con la scalata del pretendente Ottone IV, Ottocaro abbandonò la sua alleanza con Filippo di Svevia e passò alla fazione nemica. Sia Ottone che il papa Innocenzo III riconobbero la legittimità del titolo di Ottocaro come sovrano di Boemia.
La successiva invasione della Boemia da parte di Filippo di Svevia fu un totale successo militare. Ottocaro, essendo stato costretto a pagare un'ammenda, si schierò nuovamente tra i partigiani di Filippo di Svevia e, più tardi, sarà tra i sostenitori del giovane re, Federico II. Nel 1212, Federico concesse la Bolla d'oro di Sicilia: questo documento riconosceva Ottocaro ed i suoi eredi come legittimi re di Boemia. Il re non era più soggetto alla nomina da parte dell'imperatore e gli era solo richiesto di partecipare alle diete che si tenevano vicino al confine boemo. Sebbene subordinato al Sacro Romano impero, il re di Boemia sarebbe diventato il principe elettore preminente e avrebbe fornito, a tutti i seguenti imperatori, una guardia di trecento cavalieri, quando essi avrebbero dovuto recarsi a Roma per l'incoronazione.

Il regno di Ottocaro è degno di nota anche per l'inizio dell'immigrazione tedesca in Boemia e per la crescita di città in quelle che erano, fino ad allora, state terre di foreste. Nel 1226, Ottocaro venne a guerra con Federico II d'Austria, dopo che quest'ultimo infranse un accordo che avrebbe visto la figlia di Ottocaro (Sant'Agnese di Boemia) sposata col figlio dell'Imperatore Federico II, Enrico VII di Hohenstaufen. Allora Ottocaro progettò per la figlia un matrimonio con Enrico III Plantageneta, ma ciò fu proibito dall'Imperatore, che sapeva essere Enrico un oppositore della dinastia degli Hohenstaufen. Lo stesso Imperatore, ormai vedovo, voleva sposare Agnese, ma questa non volle più accettare un matrimonio combinato. Così, con l'aiuto del papa, Agnese riuscì ad entrare in convento.

## Ascendenza
|                        |                    |                         | Genitori                            |  |  | Nonni |  |  | Bisnonni               |  |  | Trisnonni             |  |
|                        |                    |                         |                                     |  |  |       |  |  | Vratislao II di Boemia |  |  | Bretislao I di Boemia |  |
|                        |                    |                         |                                     |  |  |       |  |  | Vratislao II di Boemia |  |  | Bretislao I di Boemia |  |
|                        |                    | Giuditta di Schweinfurt |                                     |  |  |       |  |  | Vratislao II di Boemia |  |  |                       |  |
| Vladislao I di Boemia  |                    |                         |                                     |  |  |       |  |  | Vratislao II di Boemia |  |  |                       |  |
|                        |                    | Świętosława di Polonia  | Casimiro I di Polonia               |  |  |       |  |  |                        |  |  |                       |  |
|                        |                    | Świętosława di Polonia  | Casimiro I di Polonia               |  |  |       |  |  |                        |  |  |                       |  |
|                        |                    | Świętosława di Polonia  | Maria Dobroniega di Kiev            |  |  |       |  |  |                        |  |  |                       |  |
| Vladislao II di Boemia |                    | Świętosława di Polonia  |                                     |  |  |       |  |  |                        |  |  |                       |  |
|                        |                    | Enrico I di Berg        | …                                   |  |  |       |  |  |                        |  |  |                       |  |
|                        |                    | Enrico I di Berg        | …                                   |  |  |       |  |  |                        |  |  |                       |  |
|                        |                    | Enrico I di Berg        | …                                   |  |  |       |  |  |                        |  |  |                       |  |
| Richeza di Berg        |                    | Enrico I di Berg        |                                     |  |  |       |  |  |                        |  |  |                       |  |
|                        |                    | …                       | …                                   |  |  |       |  |  |                        |  |  |                       |  |
|                        |                    | …                       | …                                   |  |  |       |  |  |                        |  |  |                       |  |
|                        |                    | …                       | …                                   |  |  |       |  |  |                        |  |  |                       |  |
| Ottocaro I di Boemia   |                    | …                       |                                     |  |  |       |  |  |                        |  |  |                       |  |
|                        | Luigi il Saltatore | Luigi il Barbuto        |                                     |  |  |       |  |  |                        |  |  |                       |  |
|                        | Luigi il Saltatore | Luigi il Barbuto        |                                     |  |  |       |  |  |                        |  |  |                       |  |
|                        | Luigi il Saltatore | Cecilia di Sangerhausen |                                     |  |  |       |  |  |                        |  |  |                       |  |
| Ludovico I di Turingia | Luigi il Saltatore |                         |                                     |  |  |       |  |  |                        |  |  |                       |  |
|                        |                    | Adelaide di Stade       | Lotario Udo II della marca del Nord |  |  |       |  |  |                        |  |  |                       |  |
|                        |                    | Adelaide di Stade       | Lotario Udo II della marca del Nord |  |  |       |  |  |                        |  |  |                       |  |
|                        |                    | Adelaide di Stade       | Oda di Werl                         |  |  |       |  |  |                        |  |  |                       |  |
| Giuditta di Turingia   |                    | Adelaide di Stade       |                                     |  |  |       |  |  |                        |  |  |                       |  |
|                        |                    | Giso IV di Gudensberg   | …                                   |  |  |       |  |  |                        |  |  |                       |  |
|                        |                    | Giso IV di Gudensberg   | …                                   |  |  |       |  |  |                        |  |  |                       |  |
|                        |                    | Giso IV di Gudensberg   | …                                   |  |  |       |  |  |                        |  |  |                       |  |
| Edvige di Gudensberg   |                    | Giso IV di Gudensberg   |                                     |  |  |       |  |  |                        |  |  |                       |  |
|                        |                    | Cunegonda di Bilstein   | Ruggero II di Bilstein              |  |  |       |  |  |                        |  |  |                       |  |
|                        |                    | Cunegonda di Bilstein   | Ruggero II di Bilstein              |  |  |       |  |  |                        |  |  |                       |  |
|                        |                    | Cunegonda di Bilstein   | …                                   |  |  |       |  |  |                        |  |  |                       |  |
|                        |                    | Cunegonda di Bilstein   |                                     |  |  |       |  |  |                        |  |  |                       |  |